# Foro do bo burgo de Castro Caldelas

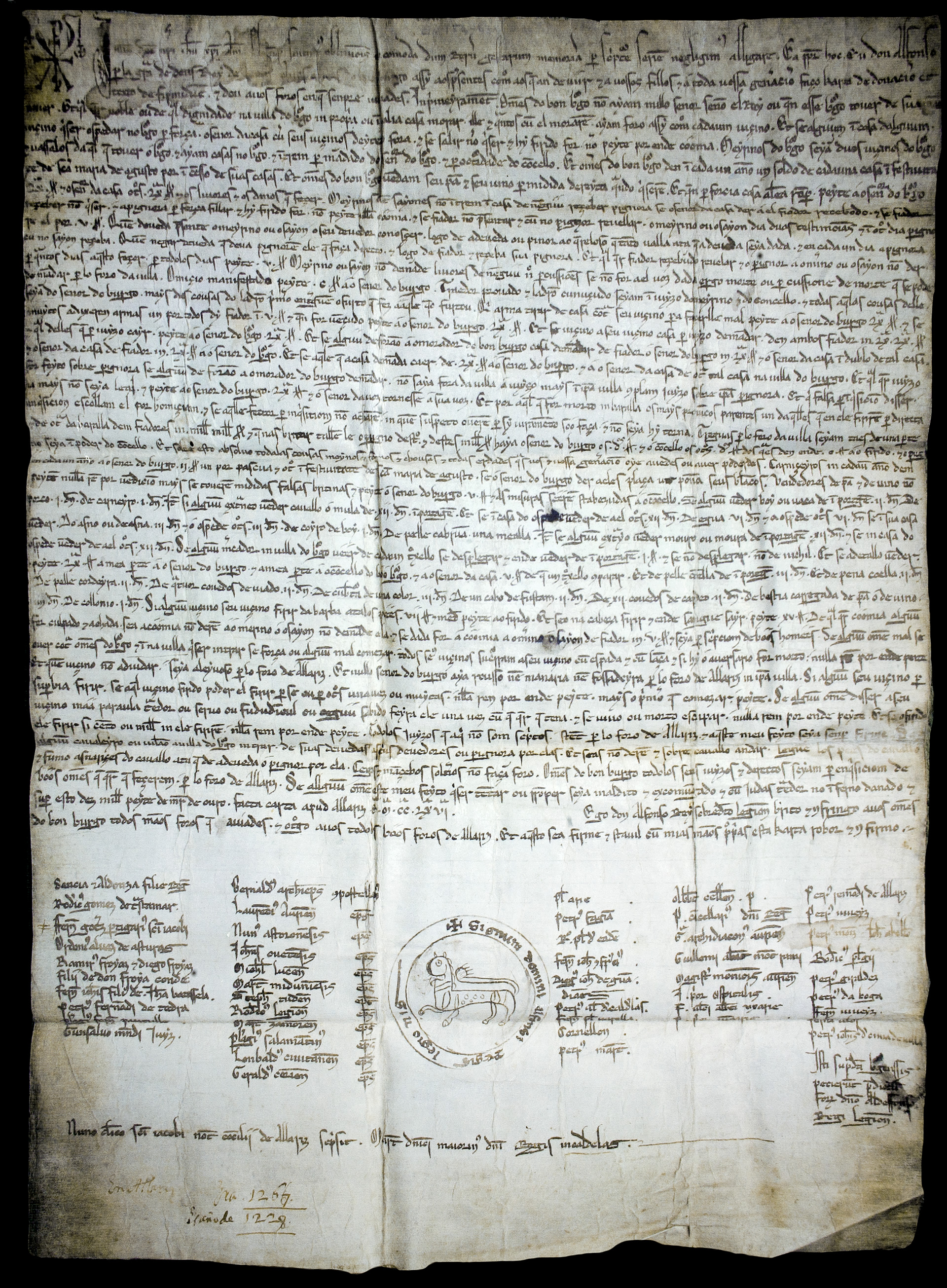
Foro do Bo Burgo de Castro Caldelas, privilegi donat pel rei Alfons VIII. Primer document real en gallec. Allariz, 1228.

El Foro do bo burgo de Castro Caldelas (Fur del bon burg de Castro Caldelas en català) és el document més antic escrit en gallec que es coneix a Galícia, lliurat l'abril de 1228. En aquest text el rei Alfons IX de Lleó atorga als ciutadans de la vila d'Allariz els seus furs i regula el seu règim.
El text comença així:
| « | Eu don Alfonso porla gratia de Deus Rey de Leon a vos omes, assy aos presentes como aos que an de víir, et a vossos fillos et a toda vossa generacion faço karta de donacion et texto de firmidũe, et dou a vos foros en que sempre vivades. | » |